# جيمس أنتوني غريفين
جيمس أنتوني غريفين (بالإنجليزية: James Anthony Griffin)‏ هو كاهن كاثوليكي أمريكي، ولد في 13 يونيو 1934 في فيرفيو بارك في الولايات المتحدة.